# Kástro (Élide)
Kástro, en grec moderne : Κάστρο, est un village du dème d'Andravída-Kyllíni, district régional d’Élide, en Grèce-Occidentale.
Selon le recensement de 2011, la population du village s'élève à 1 015 habitants.